# Сирецький аеродром
50°28′06″ пн. ш. 30°25′07″ сх. д. / 50.468464850455° пн. ш. 30.418499046248° сх. д.
Сирецький аеродром — аеродром, що існував у Києві у 1911—1914 роках, розташовувався на захід від передмістя Сирець, північніше Брест-Литовського шоссе.

## Назва і розташування
Згідно з В. Михеєвим та Г. Катишевим Сирецьким аеродромом називалось Сирецьке стрільбище (або його частина) яке розташовувалось на західній околиці Києва. Згідно з М. Рибаковим стрільбище (у Рибакова — «Велике стрільбище», воно ж «Сирецьке поле») та Сирецький аеродром були двома різними аеродромами, яки обидва розміщувались в районі сучасного масиву Нивки. При цьому Рибаков не подає детального опису або історії буття цих аеродромів, лише перелічує їх разом з іншими київськими аеродромами. Згідно з мапою-схемою наведеною в енциклопедичному довіднику «Київ», Сирецький (він же Святошинський), аеродром, був розташований між передмістям Сирець, пост. Волейковим та залізницею Київ-Ковель, на північ від хутора Дехтярі, Ковельского мосту та Брест-Литовського шоссе, ангари Сікорського та Карпеки показані на північ від пост. Волейків та на захід від Сирця.

## Історія
Весною 1911 року командування Київського військового округу, турбуючись розвитком авіації на теренах Російської імперії, организовало на Сирецькому стрільбищі (на захід від сучасного парку Нівкі) новий аеродром. На той час в Києві вже функціонував Куренівський аеродром, збудований Київським товариством повітроплавання. Конструктор І. Сікорський, якій мав ангар-майстерню на Куренівському аеродромі, перебрався з нього на новий Сирецький, відкривши там «Аеропланні майстерні Сікорського». В цих майстернях Сікорський створив п'ять наступних літаків (після трьох створених на Куренівському аеродромі) своєї конструкції — С-3А, С-4, С-5, С-6 та С-6А. Також він виконував замовлення для інших київських авіаторів, побудувавши биплан для Билінкина, моноплан для Р. Фреймана та біплан для О. Карпеки. Окрім цього майстерні Сікорського займалися виготовленням повітряних гвинтів, ремонтом та регулюванням авіаційних двигунів, для яких також виготовлялись радіатори власної конструкції. Також при майстернях діяла «льотна школа Сікорського». Колектив майстерні, крім самого Сікорського, складали М. Ф. Кліміксєєв, А. А. Серебренніков, Г. П. Адлер, К. К. Ергант, В. С. Панасюк. Усі вони пізніше разом з Сікорським переїхали у Санкт-Петербург де склали конструкторське бюро РБВЗ.
К літу 1911 року на Сирецькому аеродромі, біля ангара Сікорського, були вже збудовані ангари Ф. Гейне і О. Карпеки, окрім цього з самого початку існування аеродрому на ньому були збудовані й інші будівлі.
В квітні 1912 року Сікорський підписав контракт з Російсько-Балтійським вагонним заводом у Санкт-Петербурзі. Свої майстерні він передав О. Карпекі, якій протягом 1912—1913 років збудував в них кілька вдалих легких літаків, що базувались на конструкції літаків Сікорського БіС-2 та С-3.

### Продукція «Аеропланних майстерень Сікорського»
Літаки Сікорського які будувались, випробовувались та використовувались на Сирецькому аеродромі:
- С-3А. Одномоторний одномісний біплан, двигун «Хільц» (30 к.с.). Перероблений з БіС-2 в першій половині 1911 року, з кінця червня використовувався у льотній школі Сікорського. Списаний в осені 1911 року[10].
- С-4. Одномоторний одномісний біплан, двигун «Анзані» (50 к.с.). Перероблений з С-3 весною 1911 року для А. А. Гомберга. Початково мав назву "Малий біплан Сікорського полегшеного тип"у або «Гоночний Гомберга». Перший політ здійснив 2 червня 1911 року. Після відмови Гомберга від замовленого літака, використовувався в льотній школі Сікорського в якості навчального. У серпні-вересні 1911 експонувався на повітроплавній виставці у Харкові. Розбився 2 лютого 1912 року на Куренівському аеродромі, не відбудовувався[11].
- С-5. Одномоторний двомісний біплан, двигун «Аргус» (50 к.с.). Збудований весною 1911 року паралельно з С-4. Перший політ — 17 травня 1911 року. Першій літак Сікорського доведений до задовільного стану та широкого практичного використання, перший російський літак що піднявся у повітря з пасажиром. На ньому був поставлений ряд всеросійських рекордів. За цей літак Сікорський був прийнятий у почесні члени ради Київського товариства повітроплавання (до цього був звичайним членом) та нагороджений Почесною медаллю Імператорського Російського техничного товариства. В осені 1911 року Сікорський на С-5 взяв участь у маневрах Київського військового округу[12].
- С-6. Одномоторний тримісний біплан, двигун «Аргус» As-II (100 к.с.). Збудований в серпні-листопаді 1911 року, льотні випробування — з кінця листопада. Літак виявився не зовсім вдалим, тому був перероблений, після чого отримав назву С-6А[13].
  - С-6А. Одномоторний тримісний біплан, двигун «Аргус» As-II (100 к.с.). Перероблений з кінця осені 1911 року, зимою 1912 року С-6. Перший політ 10 березня 1912 року, випробування відбувались також і на Куренівському аеродромі. Показав дуже вдалі льотні характеристики. В березні-квітні 1912 року експонувався на Другій міжнародній повітроплавній виставці у Москві, став «цвяхом» цієї виставки та отримав велику золоту медаль від Міністерства торгівлі та промисловості. В осені 1912 був придбаний військовим відомством, літом 1913 знятий з експлуатації[14].

Літаки інших конструкторів збудованих в «Аеропланних майстернях Сікорського»:
- Біплан Билінкина. Одномоторний одномісний біплан з штовхаючим гвинтом, двигун RAW (50 к.с.). Будувався з осені 1910 по літо 1911. Не зміг піднятися у повітря[15].
- Моноплан Фреймана. Одномоторний одномісний моноплан, двигун «Анзані» (25 к.с.). Перебудований БіС-1 Сікорського[16].
- Карпека № 1. Одномоторний одномісний моноплан, двигун «Хааке» (30-35 к.с.). Замовлений у 1910 році, зібраний у серпні 1911 року[17].
  - Карпека № 1біс. Перероблений Карпека № 1[9].